# Pinus engelmannii
Pinus engelmannii, auch Engelmanns Kiefer, im Englischen und Spanischen meist als Apachen-Kiefer bekannt, ist eine Pflanzenart aus der Gattung der Kiefern (Pinus) innerhalb der Familie der Kieferngewächse (Pinaceae).

## Beschreibung

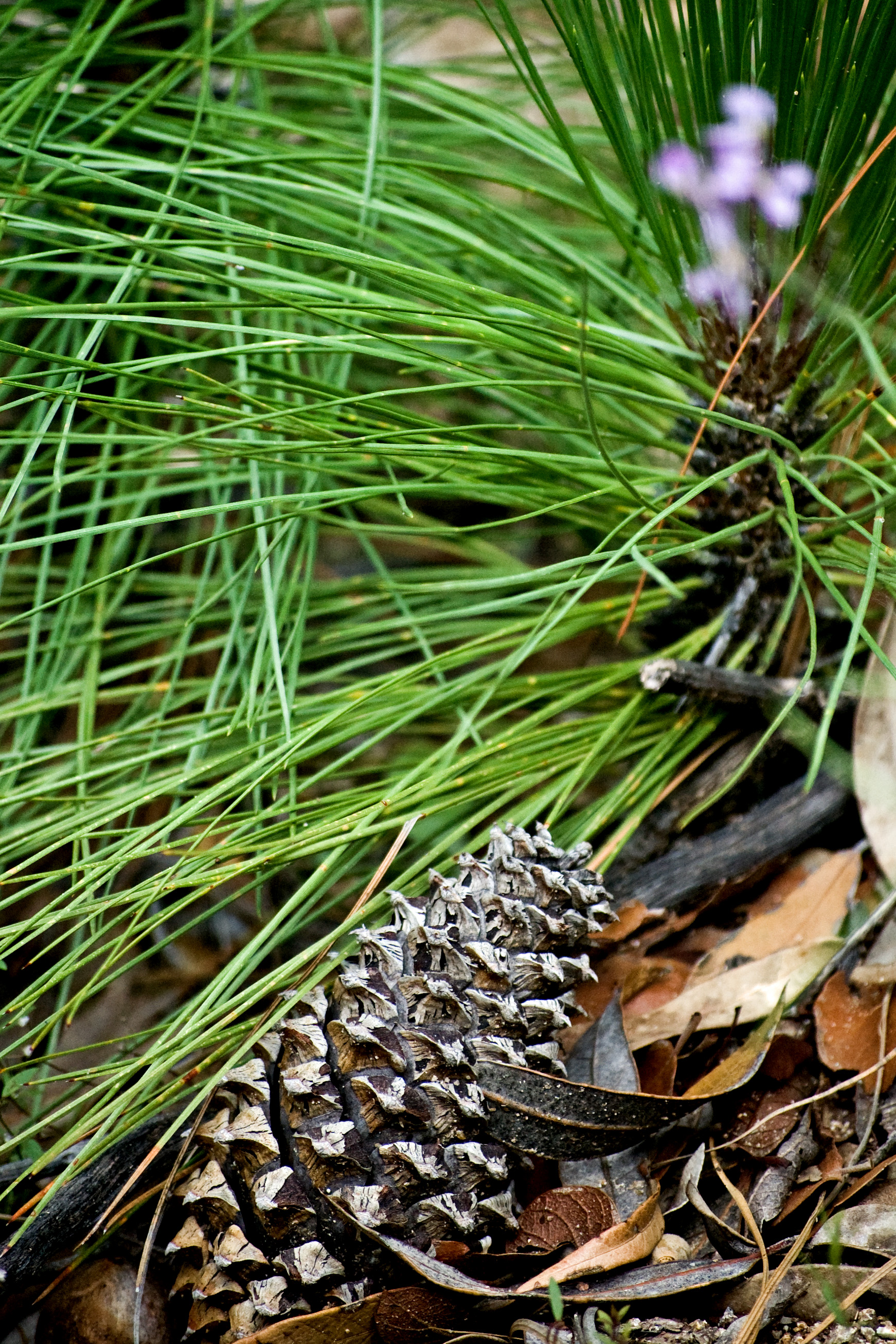
Nadeln und Zapfen

### Vegetative Merkmale
Pinus engelmannii ist ein immergrüner Baum, der Wuchshöhen von 20 bis 30 Metern und Stammdurchmesser von 35 bis 80 Zentimetern erreicht. Die Rinde ist dunkelbraun und rissig. Die Baumkrone ist locker beastet.
Die dunkelgrünen Nadeln stehen in Dreier-, manchmal auch in Zweier- oder Fünferbündeln. Die Nadeln sind 20 bis 40 Zentimeter lang; damit gehört Pinus engelmannii zu den Kiefern-Arten mit den längsten Nadeln.

### Generative Merkmale
Die Zapfen sind bei einer Länge von 8 bis 16 Zentimetern eiförmig und an ihrer Basis oft asymmetrisch. Die Deckschuppen sind eng anliegend. Unreife Zapfen sind grün bis purpurbraun, ausgereifte Zapfen sind braun.

## Verbreitung und Namensgebung
Pinus engelmannii kommt nur im nördlichen Mexiko im Gebirgszug der Sierra Madre Occidental und angrenzend im südlichsten Teil der US-Bundesstaaten New Mexico sowie Arizona vor. Die im Englischen als auch im Spanischen übliche Bezeichnung als Apache pine bzw. pino apache bezieht sich auf das Vorkommen der Art in den einstigen Stammesgebieten der indigenen Apachen, während der wissenschaftliche Name an den bahnbrechenden deutschamerikanischen Arzt und Botaniker Georg Engelmann erinnert, der die Art 1848 entdeckte. Engelmann nannte die Art zunächst Pinus macrophylla, aber dieser Name war bereits für eine andere Kiefer verwendet worden, so dass sie umbenannt werden musste; dies tat der französische Botaniker Élie-Abel Carrière, der Engelmann somit ehrte.

## Systematik
Die Erstveröffentlichung dieser Art erfolgte 1848 unter dem Namen Pinus macrophylla durch George Engelmann in Friedrich Adolph Wislizenus: Memoir of a Tour to Northern Mexico: connected with Col. Doniphan's Expedition in 1846 and 1847, Seite 103. Dieser Name ist ungültig, da John Lindley bereits 1839 Pinus macrophylla (ein Synonym von Pinus devoniana Lindl.) gültig veröffentlicht hatte. Deshalb erfolgte 1854 für diese Art eine neue Erstbeschreibung als Pinus engelmannii Carrière durch Élie-Abel Carrière in Revue Horticole (Paris), Band 3, Seite 227. Das Artepitheton engelmannii ehrt den US-amerikanischen Botaniker deutscher Abstammung George Engelmann. Weitere Synonyme für Pinus engelmannii Carrière sind: Pinus apacheca Lemmon, Pinus latifolia Sarg., Pinus mayriana Sudw., Pinus mayriana var. apacheca (Lemmon) Lemmon, Pinus macrophylla var. blancoi Martínez, Pinus ponderosa var. macrophylla (Engelm.) Shaw, Pinus ponderosa var. mayriana (Sudw.) Sarg., Pinus engelmannii var. blancoi (Martínez) Martínez.